# Snitkiv, Murovani Kurîlivți
Snitkiv (în ucraineană Снітків) este localitatea de reședință a comunei Snitkiv din raionul Murovani Kurîlivți, regiunea Vinnița, Ucraina.

## Demografie
Componența lingvistică a localității Snitkiv
     Ucraineană (98,34%)
     Rusă (1,38%)
     Alte limbi (0,14%)
Conform recensământului din 2001, majoritatea populației localității Snitkiv era vorbitoare de ucraineană (98,34%), existând în minoritate și vorbitori de rusă (1,38%).